# Aleixo I Comneno
Aleixo I Comneno (em grego: Αλέξιος Α' Κομνηνός; romaniz.: Alexios I Komnenos; 1056 – Constantinopla, 15 de agosto de 1118) foi imperador bizantino (reg. 1081–1118), terceiro filho de João Comneno e de Ana Dalassena, sobrinho de Isaque I Comneno (este, reg. 1057–1059).
Seu pai, João Comneno, recusou o trono quando da abdicação de Isaque, a quem sucederam, então, quatro imperadores de outras famílias no período entre 1059 e 1081. No reinado de um destes, Romano IV Diógenes, Aleixo serviu com distinção contra os turcos seljúcidas. Também combateu rebeldes na Ásia Menor, Trácia e Epiro, juntamente com seu irmão mais velho Isaac, durante os governos de Miguel VII Ducas e Nicéforo III Botaniates (1078–1081).
O sucesso dos comnenos causou a inveja dos Botaniates e de seus ministros, e por pouco a família não teve que pegar em armas para defender-se. Botaniates foi forçado a abdicar e retirar-se para um mosteiro, e Isaac recusou a coroa em favor de seu irmão mais novo Aleixo, reconhecidamente o mais hábil de ambos, que se tornou imperador aos 33 anos de idade.
Como assinala Steven Runciman, em sua obra "História das Cruzadas", Aleixo Comneno foi um grande estadista, talvez o maior de seu tempo. Homem de coragem e habilidade militar, teve a falta de sorte de liderar apenas contingentes fracos, devendo à sua astúcia e diplomacia suas maiores vitórias.
Segundo o historiador armênio Ciríaco de Ganzaca, Aleixo era um filho de Belial, executava traições abertamente e secretamente, não seguia nenhuma lei, envenenava seus inimigos, enganava quem o considerava aliado, não era cristão (nem sua mãe era) e por traição ajudou os bárbaros.
Dono de um inegável talento para a intriga, soube açular seus inimigos uns contra os outros, usando para isso da inveja e desconfiança que eles sentiam uns dos outros. Diante de uma corte incapaz e conspiradora, e de uma máquina de estado falida ele impôs uma nova administração, lidando com as conspirações com relativo desembaraço.
Aleixo adotou Constantino Ducas, filho da imperatriz Maria da Alânia, que havia sido casada com Miguel VII Ducas e com Nicéforo III Botaniates, e que era amante do novo imperador. Após o casamento de Aleixo com Irene Ducena e o nascimento de seu filho João Comneno (o futuro João II Comneno), Maria foi mandada para um convento e Constantino morreu.
O longo reinado de Aleixo (quase 37 anos) foi cheio de dificuldades. Logo no início, teve que enfrentar o formidável ataque dos normandos (Roberto Guiscardo e seu filho Boemundo), que tomou Dirráquio (atual Durrës, na Albânia) e Corfu, e sitiou Lárissa na Tessália. Este episódio do perigo normando passou com a morte de Roberto em 1085, e o território perdido foi então reconquistado.
Em seguida, Aleixo repeliu a invasão dos pechenegues e cumanos na Trácia, com os quais a seita maniqueísta dos bogomilos se havia aliado. Também precisou lidar com o crescente poder dos turcos seljúcidas na Ásia Menor.

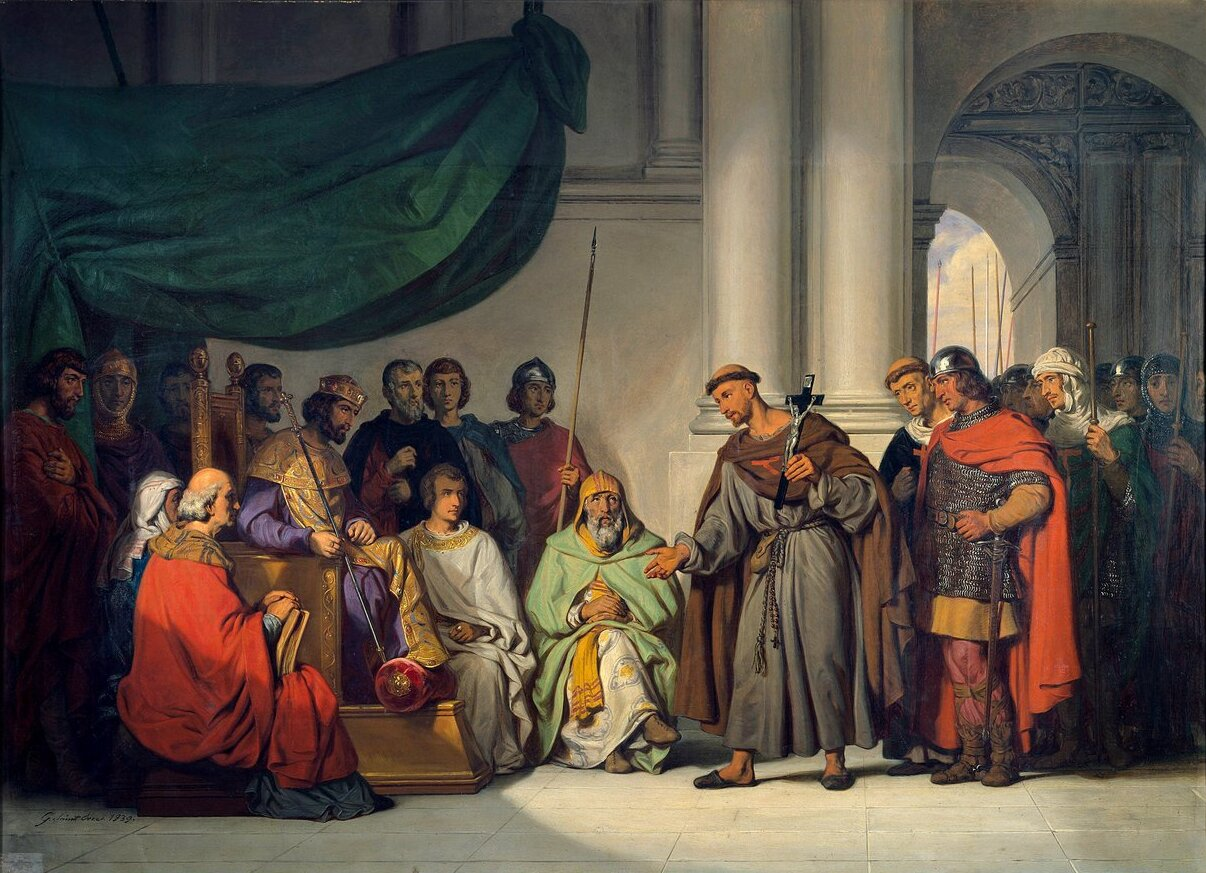
Aleixo I Comneno e Pedro, o Eremita.

O grande desafio de seu reinado foi enfrentar as dificuldades causadas pela chegada da Primeira Cruzada, que havia sido provocada, em grande medida, a seu próprio pedido, por intermédio de embaixadores enviados ao Papa Urbano II no Concílio de Piacenza de 1095. Aleixo esperava ajuda do Ocidente na forma de mercenários e não previa as imensas hostes recrutadas pela Cruzada, o que o deixou consternado e constrangido. O primeiro contingente, chefiado por Pedro o Eremita, foi logo despachado pelo imperador para a Ásia Menor, onde foi massacrado pelos turcos em 1096.

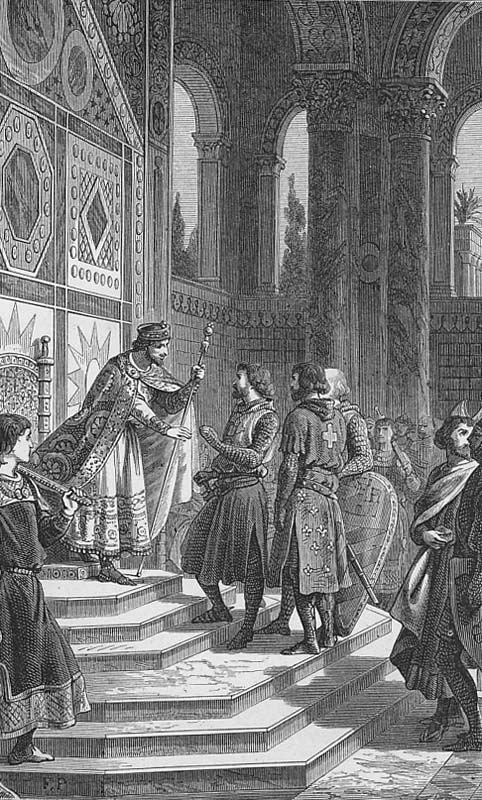
Aleixo I Comneno e Godofredo de Bulhão.

O segundo e mais sério contingente de cruzados, comandado por Godofredo de Bulhão, também foi encaminhado por Aleixo para a Ásia, com a promessa de fornecer-lhes provisões em troca de um juramento de homenagem. As vitórias destas tropas recuperaram para o Império Bizantino algumas cidades e territórios importantes, como Niceia, Quios, Rodes, Esmirna, Éfeso, Filadélfia, Sardes e, na verdade, a maior parte da Ásia Menor (1097–1099).
Sua filha, Ana , descreve estes fatos como resultantes da política e da diplomacia do pai, mas os cronistas latinos da Cruzada foram apenas sinal de sua atuação traiçoeira e desonesta. Os cruzados entenderam que o juramento que prestaram havia sido cancelado quando Aleixo deixou de ajudá-los durante o cerco de Antioquia; Boemundo, que se havia proclamado príncipe de Antioquia, esteve até mesmo em guerra com o imperador, até que concordou em tornar-se vassalo de Aleixo nos termos do Tratado de Devol de 1108.
Nos vinte anos finais de sua vida, perdeu grande parte de sua popularidade. Este período foi marcado pela perseguição dos seguidores das heresias dos paulicianos e bogomilos; pelo recomeço dos combates com os turcos (1110–1117); e pela ansiedade com respeito à sucessão, com que sua mulher Irene Ducena tentou beneficiar o marido de sua filha, a historiadora Ana Comnena, Nicéforo Briênio.
Aleixo esteve, durante muitos anos, sob a influência de uma eminência parda, sua mãe Ana Dalassena, uma personalidade política sábia e muito capaz que ele fez coroar, de modo irregular, como "imperatriz Augusta" (dignidade que cabia, na verdade, a Irene, sua mulher).
Segundo Ciríaco de Ganzaca, durante seu reinado um conde chegou a Antioquia vindo de Jerusalém, e, ao entrar no templo de São Pedro, este apareceu e disse onde se encontrava a lança que havia ferido Jesus na cruz. Ele achou a lança, levou-a a Constantinopla, e entregou-a a Aleixo.

## Relações familiares
Foi filho de João Comneno (1020–12 de julho de 1067) e de Ana Dalassena filha de Aleixo Faro ou Aleixo Caron, "o Patrício". Casou com Irene Ducena (c. 1066–19 de fevereiro de 1123 ou 1133), filha de Andrónico Ducas e de Maria da Bulgária, de quem teve:
1. Ana Comnena  (1 de Dezembro de 1083–c. 1153) casada com o césar Nicéforo Briênio "o Novo".
2. Maria Comnena, casada por duas vezes, a primeira com Gregório Gabras e a segunda, com Nicéforo Catalacon.
3. João II Comneno (13 de setembro de 1087–1143) casada com Irene da Hungria.
4. Andrónico Comneno foi sebastocrator.
5. Eudóxia Comnena, casada com Miguel Iasites.
6. Teodora Comnena Angelina casada por duas vezes, a primeira com Constantino Curtices e a segunda, com Constantino Ângelo.
7. Isaac Comneno foi sebastocrator.
8. Manuel Comneno.
9. Zoe Comnena.